# 北索美塞特
北萨默塞特 （英語：North Somerset）是英格蘭的一個非都市區，範圍包括了萨默塞特郡的西北部。北萨默塞特成立於1996年，在成立之初政府計劃將該區命名為西北萨默塞特，但議會投票決定選擇北萨默塞特為名。